# 8126 Чанвайнам
8126 Чанвайнам (8126 Chanwainam) — астероїд головного поясу, відкритий 20 січня 1966 року.
Тіссеранів параметр щодо Юпітера — 3,303.